# Paul Linsmann
Paul Linsmann (* 7. August 1891 in Dortmund; † 1957) war ein deutscher Arzt und Inhaber der Paracelsus-Medaille.

## Leben
Nach dem Abitur am Städtischen Gymnasium in Dortmund im Jahr 1910 studierte Paul Linsmann an den Universitäten Göttingen und Würzburg Medizin.  1917 erhielt er die Approbation zum Arzt. Zum Dr. med. wurde Linsmann im Jahr 1919 an der Medizinischen Fakultät der Universität Heidelberg mit der Dissertationsschrift Ergebnisse und Richtlinien bei Gelenkverletzungen im jetzigen Kriege promoviert. 
Nach 1927 war Linsmann als Arzt in Dortmund tätig.

## Ehrungen
- 1957 erhielt Paul Linsmann die Paracelsus-Medaille der Deutschen Ärzteschaft.